# Cebolla tierna

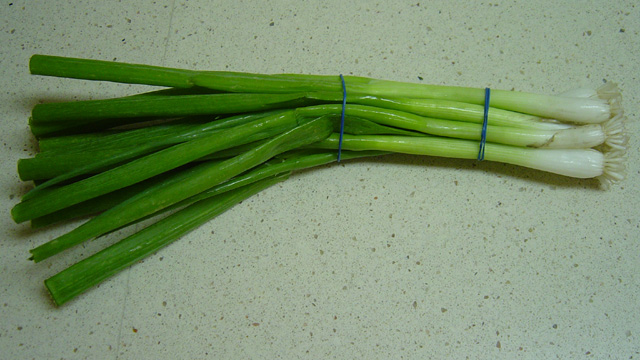
Cebolletas recién cosechadas. Se puede apreciar las hojas huecas y los bulbos apenas formados.

Se llama cebolla tierna, de primavera, cebolla cambray, cebolla de verdeo, cebollín, o cebolleta a las plantas comestibles de algunas especies del género Allium (en especial de Allium cepa) que se recolectan antes de tener el bulbo completamente desarrollado. De sabor más suave que la cebolla madura, suelen comerse crudas finamente picadas en sopas, fideos y ensaladas.
En Venezuela, se la llama ciboulette (como se dice en francés) o cebolleta. En Hispanoamérica, comúnmente se le conoce como cebollita china, y en Colombia es llamada cebolla larga o cebolla junca.
Algunos lo confunden con el puerro. Sin embargo, este no desarrolla bulbo ni siquiera al madurar.
En Cataluña, existe una variedad denominada calçot.